# 6682 Makarij
6682 Makarij este un asteroid din centura principală de asteroizi.

## Descriere
6682 Makarij este un asteroid din centura principală de asteroizi. A fost descoperit pe 25 septembrie 1973 la Observatorul de Astrofizică din Crimeea de Liudmila Juravliova. El prezintă o orbită caracterizată de o semiaxă mare de 2,36 ua, o excentricitate de 0,23 și o înclinație de 5,9° în raport cu ecliptica.